# Viren (Roslags-Kulla socken, Uppland)
Viren är en sjö i Österåkers kommun i Uppland och ingår i Norrtäljeån-Åkerströms kustområde. Sjön är 10 meter djup, har en yta på 1,21 kvadratkilometer och befinner sig 26,1 meter över havet. Sjön avvattnas av vattendraget Viraån.

## Delavrinningsområde
Viren ingår i det delavrinningsområde (660887-165402) som SMHI kallar för Utloppet av Viren. Medelhöjden är 34 meter över havet och ytan är 4,17 kvadratkilometer. Räknas de 3 avrinningsområdena uppströms in blir den ackumulerade arean 69,6 kvadratkilometer. Avrinningsområdets utflöde Loån mynnar i havet. Avrinningsområdet består mestadels av skog (61 procent). Avrinningsområdet har 1,2 kvadratkilometer vattenytor vilket ger det en sjöprocent på 28,8 procent.